# Dobrá Voda u Českých Budějovic
Dobrá Voda u Českých Budějovic (německy Gutwasser) je obec ležící v okrese České Budějovice, kraj Jihočeský, zhruba 4 km vjv. od centra Českých Budějovic, při hranicích čtvrti Suché Vrbné. Žije zde přibližně 2 700 obyvatel, čímž je nejlidnatější obcí bez statusu města v okrese České Budějovice, dokonce dvě nejmenší města českobudějovického okresu, Nové Hrady a Rudolfov, převyšuje. Obcí protéká Dobrovodský potok. K místnímu poutnímu kostelu Panny Marie Bolestné od známého barokního architekta Kiliána Ignáce Dientzenhofera se každoročně o Velikonocích konají poutě.

## Historie

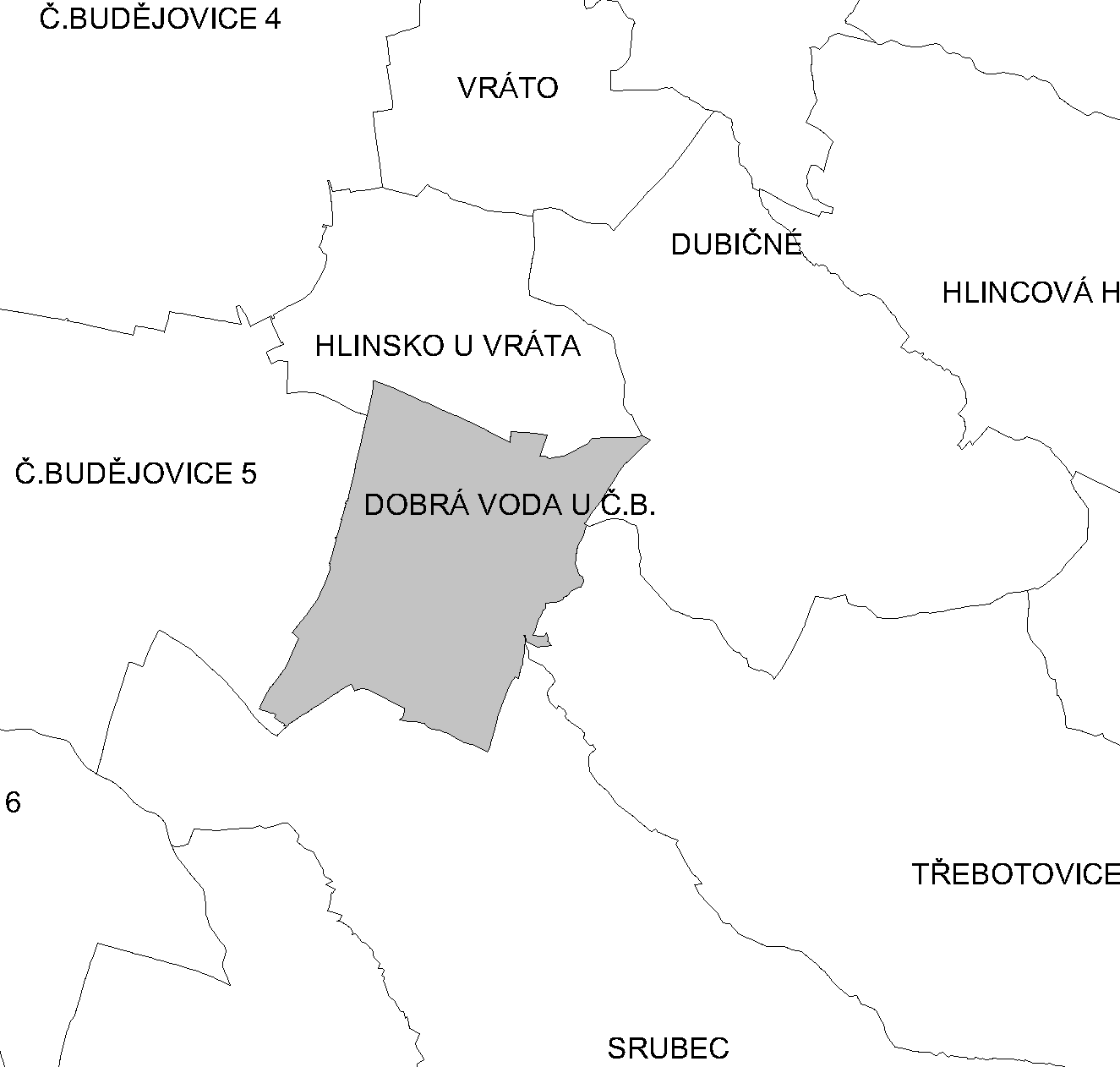
Katastrální území Dobré Vody

Dobrá Voda se svojí nepravidelnou uliční sítí vznikala pozvolna a živelně teprve v průběhu posledních staletí. Ještě ve středověku se v místech nynější Dobré Vody nerozkládalo žádné osídlení, jen polnosti v zázemí okolních vesnic Suchého Vrbného, Hlinska a Pohůrky. První proměnu a usedlíky přineslo dolování stříbra ve druhé polovině 16. a počátkem 17. století. Roku 1555 zde byla zaražena štola Svatý Václav, následovala díla Dům rakouský (později přejmenované na Svatá Anna) a Svatý Šebestián. Výtěžek však trvale nenaplňoval očekávání, až dolování nakonec roku 1635 nadlouho ustalo.
Zatím se do okolí šířila povědomost o léčivých účincích vody ze zdejšího minerálního pramene. Když tato v roce 1629 ulevila od nemoci také Dorotě Karmenské, manželce českobudějovického purkmistra Jana Karmenského z Ebenfeldu, nechali vděční manželé v letech 1630 až 1632 při prameni postavit kostelík, zasvěcený Panně Marii Bolestné. V letech 1677 až 1678 zde také město zřídilo nevelké lázně, které, roku 1720 rozšířené, po následujících sto let provozovalo, než je roku 1779 odkoupil soukromník Antonín Graf. Původní kostelík zanedlouho svou kapacitou nepostačoval hojným procesím poutníků, když nadto klenba začala praskat a hrozit zřícením, přikročilo město České Budějovice ke stavbě kostela nového, k čemuž byli zjednáni přední tuzemští architekti a výtvarníci. Hlavní část stavby proběhla v letech 1733 až 1735; ke slavnostnímu vysvěcení, spojenému s přenesením uctívaného mariánského obrazu ze starší svatyně, došlo roku 1739. Původní kostelík byl roku 1809 odprodán a přeměněn na byty (nynější čp. 5). Mezitím kolem lázní a poutního kostela zvolna přibývalo domů a vznikající osada začala být označována U dobré vody či Dobrá voda (v podobě Dobrawoda je název doložen k roku 1720).
Na sklonku 60. let 18. století zde znovu ožilo dobývání stříbra a zlata, zpočátku iniciativou soukromých těžařstev. Byly obnoveny práce na dílech Šebestián (přejmenovaném na Barboru), Václav a Anna, nově zaraženy štoly Mauricius a Ondřej. V roce 1778 získal většinový podíl na těžbě stát, což přineslo lepší technické vybavení, vznikl též další důl Leopold a na Dobrou Vodu v roce 1784 přesídlil horní úřad z Rudolfova. Dlouhodobě však byla těžba opět ztrátová (výnos nedosahoval ani 2/3 vynaložených nákladů), a tak byly s rokem 1809 veškeré práce v dolech zastaveny. Pokusy o obnovení těžby drahých kovů do třetice byly v menším rozsahu činěny ještě od roku 1893, vedly ale též ke krachu. Počátkem 19. století už byla Dobrá Voda vesnicí s několika desítkami domů a vlastní duchovní správou (1777 při kostele usídlen kaplan, 1786 zřízena lokálie, 1858 povýšena na farnost).
Po zrušení poddanství ke královskému městu České Budějovice se roku 1850 Dobrá Voda stala součástí obce Mladé, od níž se pak osamostatnila po roce 1902. Význam vsi, coby střediska lázeňství postupem času upadal, Dobrá Voda se však stala oblíbeným výletním místem pro českobudějovické měšťany, někteří zámožnější si ve zdejším příjemném prostředí počátkem 20. století nechali postavit vily. Obec, v 19. století ještě převážně německá, se na přelomu století přílivem nových obyvatel rychle počešťovala; při sčítání roku 1910 tak představovali Češi dvě třetiny obyvatel a v roce 1930 přes devět desetin.
S počátkem roku 1952 byla Dobrá Voda připojena k městu České Budějovice, samostatnou obcí se znovu stala dne 24. listopadu 1990. Osamostatněním Dobré Vody se z budějovických místních částí Třebotovice a Kaliště u Českých Budějovic stala exkláva města České Budějovice a zároveň exkláva budějovické místní části České Budějovice 5, k níž od 1. října 1970 patřila i Dobrá Voda.

## Obyvatelstvo
| Rok            | 1869 | 1880 | 1890 | 1900 | 1910 | 1921 | 1930 | 1950 | 1961 | 1970 | 1980 | 1991 | 2001 |
| -------------- | ---- | ---- | ---- | ---- | ---- | ---- | ---- | ---- | ---- | ---- | ---- | ---- | ---- |
| Počet obyvatel | 249  | 277  | 327  | 329  | 661  | 735  | 984  | 908  | 1056 | 1519 | 2252 | 2251 | 2373 |
| Počet domů     | 37   | 43   | 43   | 49   | 78   | 86   | 163  | 200  | 264  | 444  | 508  | 586  | 637  |

## Pamětihodnosti
- Farní kostel Panny Marie Bolestné, vrcholně barokní stavba z let 1733 až 1735 dle projektu Kiliána Ignáce Dientzenhofera s freskovou výzdobou od Václava Vavřince Reinera. K farnosti příslušejí kromě Dobré Vody ještě osada Na samotách obce Dubičné, dále pak Hlinsko, Kaliště, Stará Pohůrka, Srubec a Třebotovice.
- Stará fara, barokní z poslední čtvrtiny 18. století, dnes využita jako domov pro vysloužilé kněze
- Nová fara, secesní, z roku 1911
- Křížová cesta s Božím hrobem, vede okolím kostela. Zřízena 1837 až 1839, obnovena 1880, nejnověji 1996 s moderně pojatými obrazy od Renaty Štolbové
- Kaplička nad pramenem z roku 1769,[7] v nynější podobě z roku 1830. K pramenu vody vedla od roku 1768 z Českých Budějovic Křížová cesta.
- Stará škola, přízemní budova z roku 1789 naproti prameni. Do roku 1945 zde sídlila německá škola, dnes penzion „U Mariánského Pramene“
- Pomník padlým v první světové válce z roku 1920 od místního sochaře Edwina Schopenhauera
- Pomník obětem nacismu z roku 1946
- Portál štoly Barbora (Šebestián), taktéž Schopenhauerovo dílo
- Švajcy (jinak Nové či České Švýcarsko), lesnaté údolí s turistickou stezkou, táhnoucí se od Dobré Vody přes 2 km jihovýchodním směrem až po Třebotovice. Kdysi zde bývaly nádrže, zajišťující vodu pro pohon důlních strojů.
- Socha Jana Husa, odhalená v roce 2011.

## Osobnosti
Pravoslav Kubišta (1913 – 2000), plukovník dělostřelectva, první československý důstojník, který se vylodil v Normandii

## Galerie

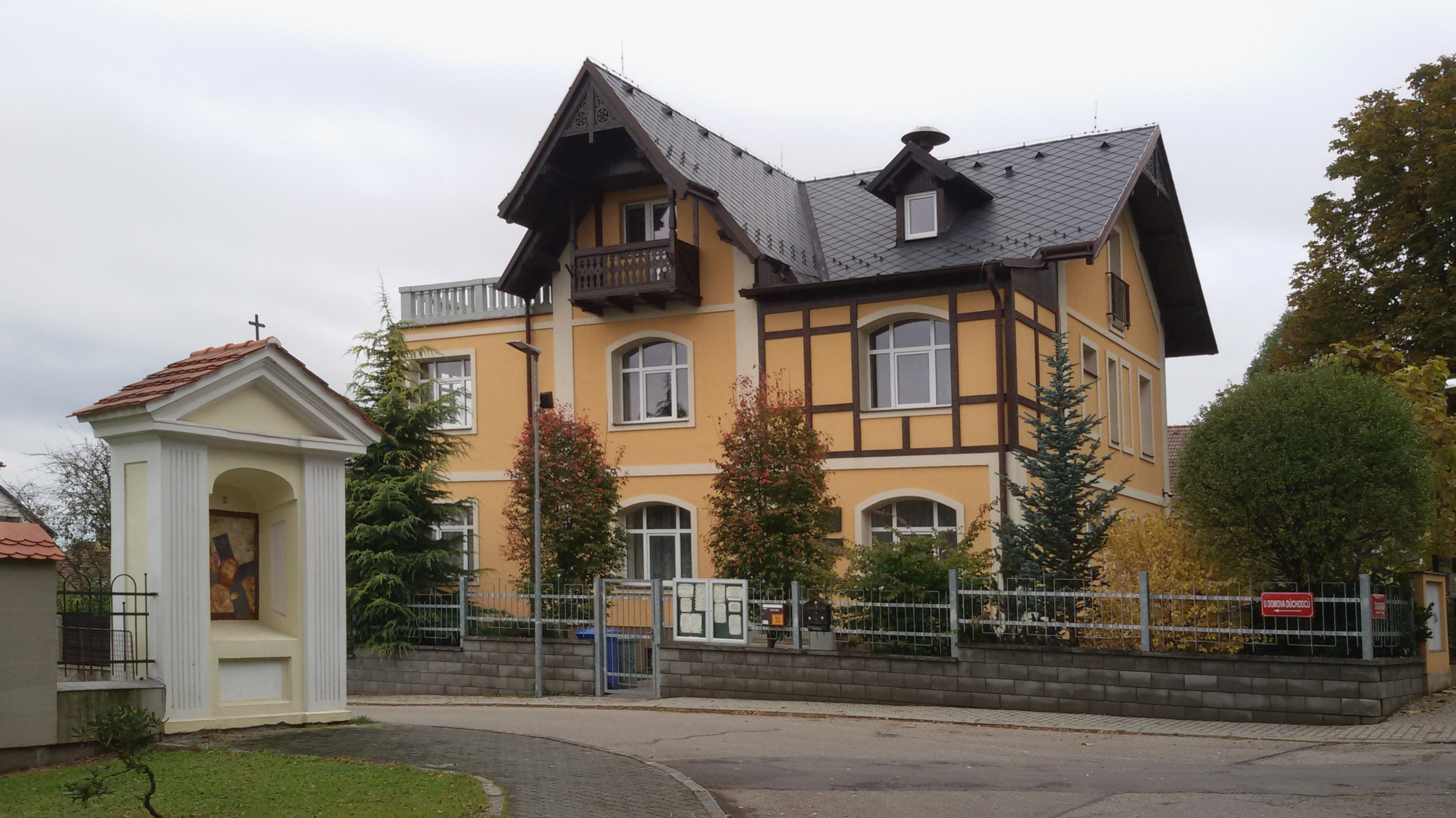
Obecní úřad
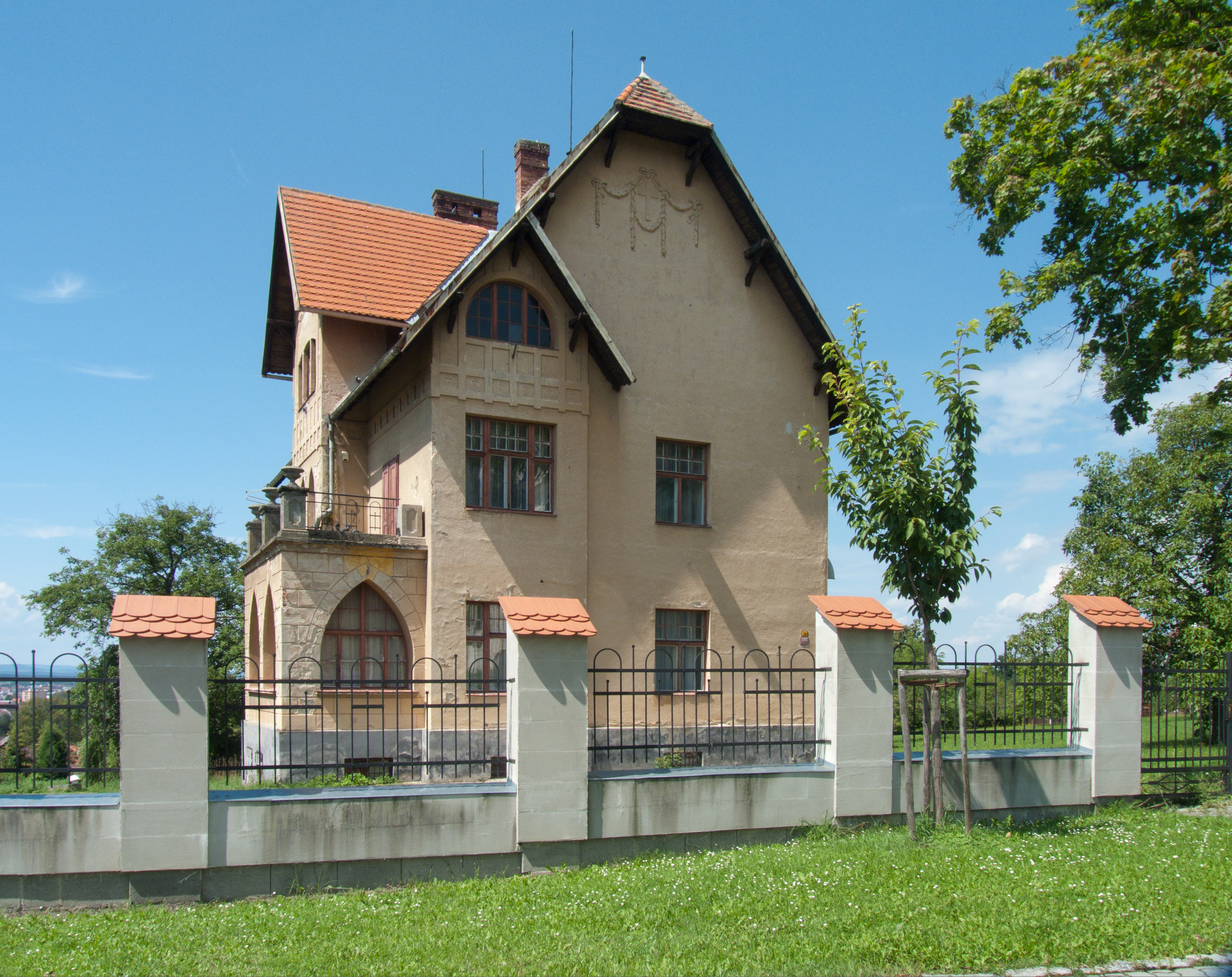
Nová fara
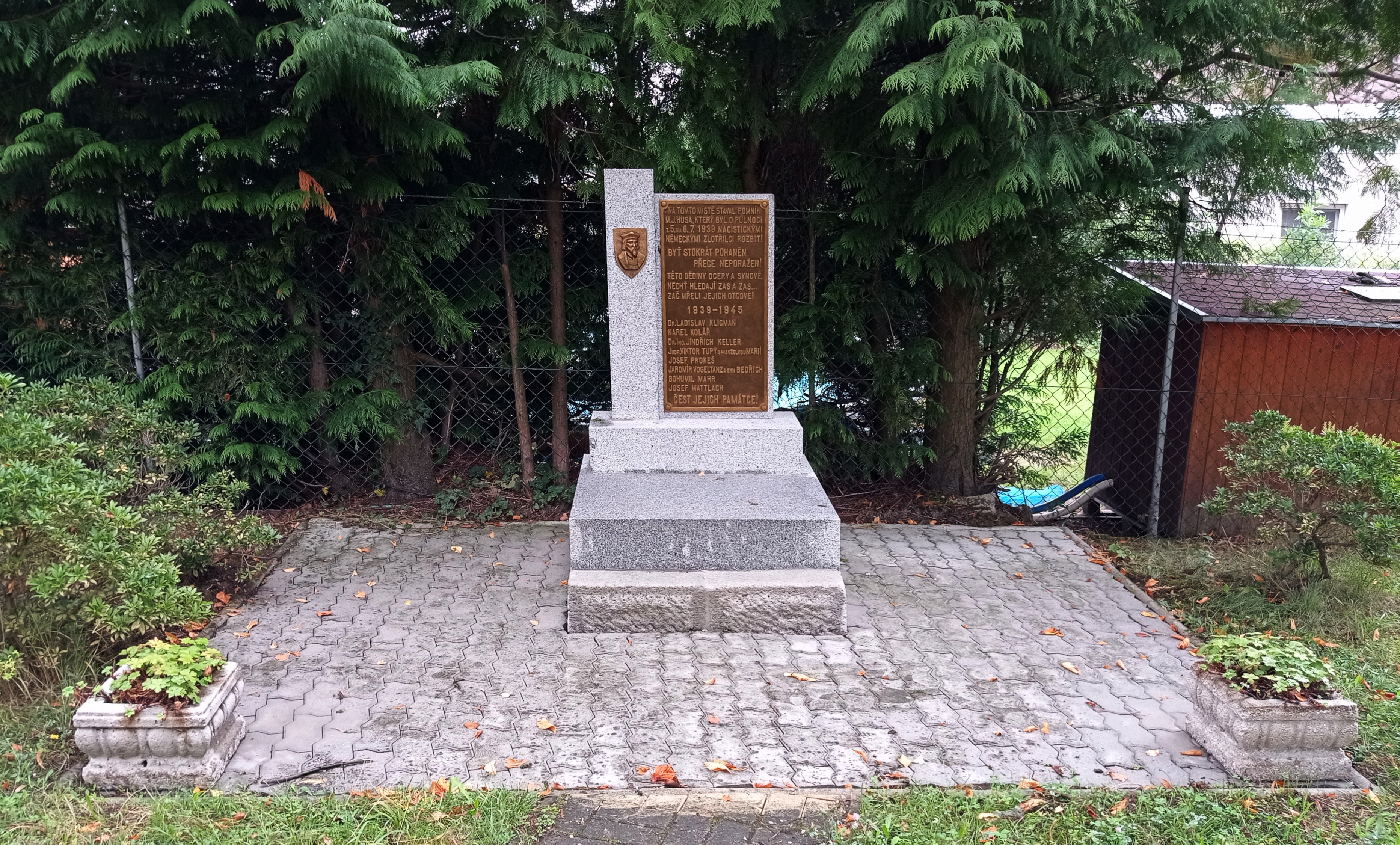
Památník 2. světové války
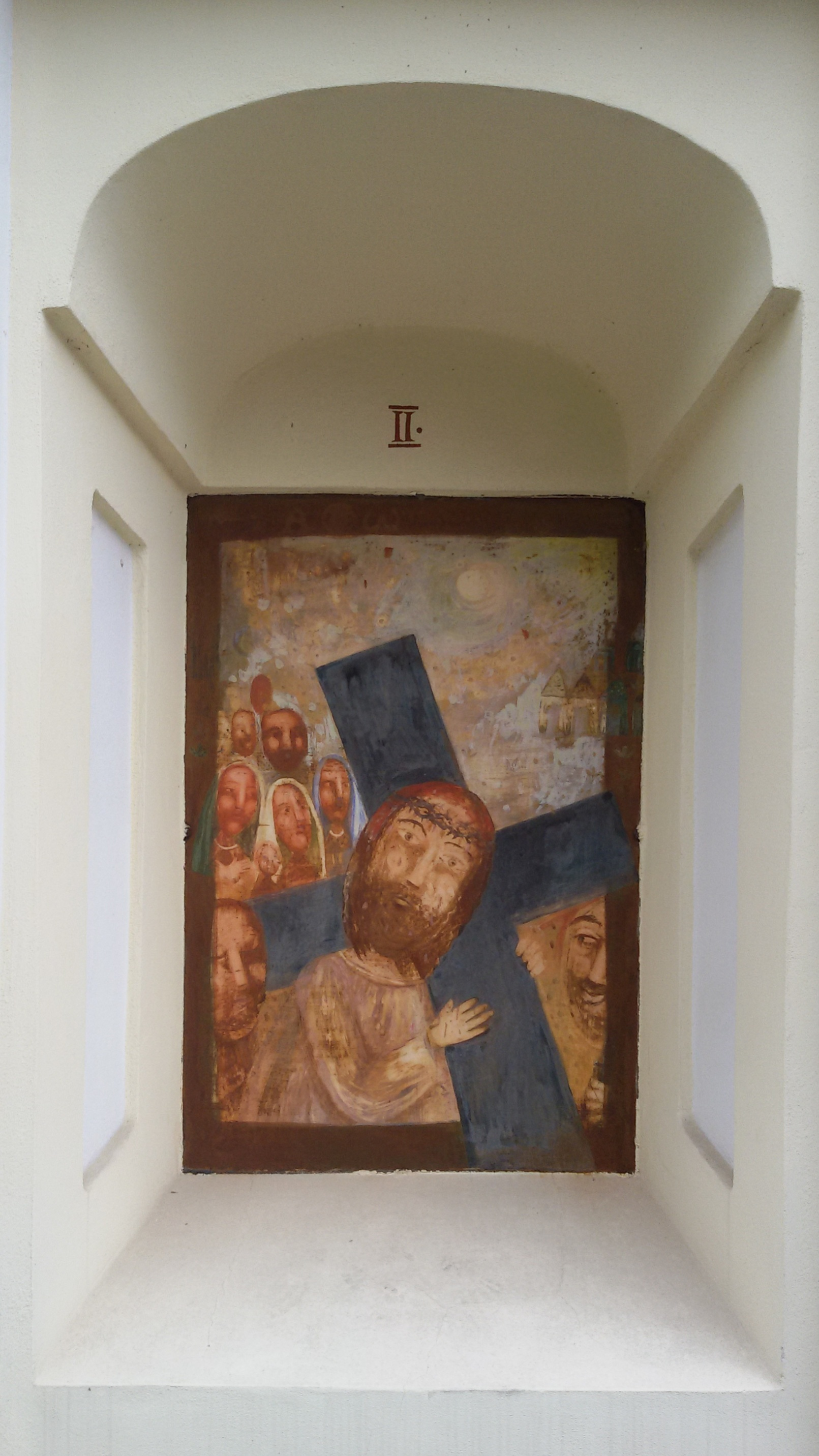
2. zastavení křížové cesty